# España en el Campeonato Mundial de Atletismo de 1999
La selección española de atletismo acudió a los Campeonatos del Mundo de Atletismo de 1999, celebrados en Sevilla entre el 20 y el 29 de agosto de 1999, con un total de 74 atletas (42 hombres y 32 mujeres).

## Medallas
Se lograron un total de cuatro medallas: dos de oro obtenidas por el maratoniano Abel Antón y por Niurka Montalvo en el Salto de longitud; 1 de plata de la mano de Yago Lamela también en la prueba de salto de longitud; y 1 de bronce obtenida por Reyes Estévez en los 1500 metros lisos. Por el número de medallas obtenidas, España ocupó el 8º puesto en el medallero.

## Finalistas
Además se obtuvieron otros ocho puestos de finalista gracias a las actuaciones de Fermín Cacho y Andrés Manuel Díaz, 4.º y 5.º en los 1500 metros lisos; de Martín Fiz, 8.º en el Maratón; de Eliseo Martín, 6.º en los 3000 metros obstáculos, de Valentí Massana, 4.º en los 50 kilómetros marcha; de Ana Amelia Menéndez, 8.ª en los 1500 metros lisos; de Julia Vaquero, 6.ª en los 5000 metros lisos; y de Teresa Recio, 8ª en los 10000 metros lisos.

## Participación
El detalle de la actuación española en la segunda edición de los campeonatos del mundo de atletismo se recoge en la siguiente tabla:
| Atletas                           | Pruebas                 | Actuación |
| --------------------------------- | ----------------------- | --- |
| Pedro Pablo Nolet                 | 100 metros lisos        | 1.ª ronda: 6.º en su eliminatoria (10.70)                                                                      |
| Francisco Javier Navarro          | 200 metros lisos        | 1.ª ronda: 7.º en su eliminatoria (29.97)                                                                      |
| Francisco Javier Navarro          | 4 x 100 metros lisos    | 1ª ronda: Descalificado                                                                                        |
| David Canal                       | 400 metros lisos        | Cuartofinalista: 2.º en su eliminatoria (45.36) y 6.º en su serie de cuartos (46.21)                           |
| David Canal                       | 4 x 400 metros lisos    | 1.ª ronda: 5.º en su eliminatoria (3:02.85)                                                                    |
| Roberto Parra                     | 800 metros lisos        | Semifinalista: 2.º en su eliminatoria (1:46.22) y 4.º en su semifinal (1:46.07)                                |
| José Manuel Cerezo                | 800 metros lisos        | 1.ª ronda: 6.º en su eliminatoira (1:50.08)                                                                    |
| Reyes Estévez                     | 1500 metros lisos       | Medalla de bronce: 1.º en su eliminatoria (3:41.24), 3.º en su semifinal (3:38.16) y 3.º en la final (3:30.57) |
| Fermín Cacho                      | 1500 metros lisos       | Finalista: 2.º en su eliminatoria (3:36.43), 2.º en su semifinal (3:37.88) y 4º en la final (3:31.34)          |
| Andrés Manuel Díaz                | 1500 metros lisos       | Finalista: 3.º en su eliminatoria (3:37.68), 2.º en su semifinal (3:36.33) y 5.º en la final (3:31.83)         |
| Manuel Pancorbo                   | 5000 metros lisos       | Final: 8.º en su eliminatoria (13:32.61) y 11.º en la final (13:32.12)                                         |
| Isaac Viciosa                     | 5000 metros lisos       | Final: 7.º en su eliminatoria (13:31.27) y 13.º en la final (13:49.59)                                         |
| Alberto García                    | 5000 metros lisos       | 1.ª ronda: 8.º en su eliminatoria (13:39.56)                                                                   |
| Enrique Molina                    | 10000 metros lisos      | Final directa: 14.º (28:37.19)                                                                                 |
| José Manuel Martínez Fernández    | 10000 metros lisos      | Final directa: 19.º (28:55.87)                                                                                 |
| Bruno Toledo                      | 10000 metros lisos      | Final directa: 25.º (29:39.28)                                                                                 |
| Abel Antón                        | Maratón                 | Medalla de oro (2h13.36)                                                                                       |
| Martín Fiz                        | Maratón                 | Finalista: 8º (2h16:17)                                                                                        |
| Alejandro Gómez                   | Maratón                 | 40.º (2h26:40)                                                                                                 |
| Francisco Javier Cortés           | Maratón                 | 50.º (2h32:06)                                                                                                 |
| Antonio Peña Pico                 | Maratón                 | Abandonó |
| Fabián Roncero                    | Maratón                 | Abandonó |
| Hipólito Montesinos               | 110 metros vallas       | Cuartofinalista: 5.º en su eliminatoria (13.74) y 7.º en su serie de cuartos (13.78)                           |
| Eliseo Martín                     | 3000 metros obstáculos  | Finalista: 4.º en su eliminatoria (8:16.56) y 6.º en la final (8:16.09)                                        |
| Luis Miguel Martín Berlanas       | 3000 metros obstáculos  | 1.ª ronda: 3.º en su eliminatoria (8:17.75)                                                                    |
| Marco Antonio Cepeda              | 3000 metros obstáculos  | 1.ª ronda: 9.º en su eliminatoria (8:29.75)                                                                    |
| Montxu Miranda                    | Salto con pértiga       | Final: 11.º en la calificación (5.65) y no compitió en la final por lesión                                     |
| José Manuel Arcos                 | Salto con pértiga       | Calificación: 17.º (5.55)                                                                                      |
| Javier García Chico               | Salto con pértiga       | Calificación: 23.º (5.40)                                                                                      |
| Yago Lamela                       | Triple de longitud      | Medalla de plata: 3.º en la calificación (8.15) y 2.º en la final (8.40)                                       |
| Raúl Chapado                      | Triple salto            | Calificación: 32.º (15.98)                                                                                     |
| Mario Pestano                     | Lanzamiento de disco    | Calificación: 30.º (57.30)                                                                                     |
| Francisco Javier Benet            | Decatlón                | 16.º (7.529 puntos)                                                                                            |
| Moisés Santos                     | 4 x 100 metros lisos    | 1.ª ronda: Descalificado en su eliminatoria                                                                    |
| Carlos Berlanga Lope              | 4 x 100 metros lisos    | 1.ª ronda: Descalificado en su eliminatoria                                                                    |
| José Illán                        | 4 x 100 metros lisos    | 1.ª ronda: Descalificado en su eliminatoria                                                                    |
| Antonio Andrés Guillem            | 4 x 400 metros lisos    | 1.ª ronda: 5.º en su eliminatoria (3:02.85)                                                                    |
| Andrés Martínez Ferrandis         | 4 x 400 metros lisos    | 1.ª ronda: 5.º en su eliminatoria (3:02.85)                                                                    |
| Vicente Trull                     | 4 x 400 metros lisos    | 1.ª ronda: 5.º en su eliminatoria (3:02.85)                                                                    |
| Francisco Javier Fernández Peláez | 20 kilómetros marcha    | 15.º (1h27:23)                                                                                                 |
| Mikel Odriozola                   | 20 kilómetros marcha    | 18.º (1h29:03)                                                                                                 |
| Valentí Massana                   | 50 kilómetros marcha    | Finalista: 4.º (3h51:55)                                                                                       |
| Santiago Pérez Alonso             | 50 kilómetros marcha    | 26.º (4h11:30)                                                                                                 |
| Jesús Ángel García Bragado        | 50 kilómetros marcha    | Abandonó |
| Julia Alba Alarco                 | 200 metros lisos        | 1.ª ronda: 7.ª en su eliminatoria (23.73)                                                                      |
| Julia Alba Alarco                 | 4 x 100 metros lisos    | 1.ª ronda: 4.ª en su eliminatoria (45.14)                                                                      |
| Lissette Ferri                    | 400 metros lisos        | 1.ª ronda: 6.ª en su eliminatoria (54.50)                                                                      |
| Lissette Ferri                    | 4 x 400 metros lisos    | 1.ª ronda: 6.ª en su eliminatoria (3:36.28)                                                                    |
| Adoración García García           | 800 metros lisos        | 1.ª ronda: 5.ª en su eliminatoria (2:04.68)                                                                    |
| Ana Amelia Menéndez               | 1500 metros lisos       | Finalistaº: 2.ª en su eliminatoria (4:05.21) y 8.ª en la final (4:04.72)                                       |
| Nuria Fernández Domínguez         | 1500 metros lisos       | 1.ª ronda: 10.ª en su eliminatoria (4:09.39)                                                                   |
| Maite Zúñiga                      | 1500 metros lisos       | 1.ª ronda: 9.ª en su eliminatoria (4:06.75)                                                                    |
| Julia Vaquero                     | 5000 metros lisos       | Finalista: 5.ª en su eliminatoria (15:24.86) y 6.ª en la final (14:56.00)                                      |
| Marta Domínguez                   | 5000 metros lisos       | Final: 4.ª en su eliminatoria (15:34.24) y 9.ª en la final (15:16.93)                                          |
| Amaia Piedra                      | 5000 metros lisos       | 1.ª ronda: 12.ª en su eliminatoria (15:50.93)                                                                  |
| Teresa Recio                      | 10000 metros lisos      | Finalista: 8.º (31:43.80)                                                                                      |
| María Abel                        | 10000 metros lisos      | Final directa: 14.º (32:22.88)                                                                                 |
| María Luisa Larraga               | 10000 metros lisos      | Final directa: 21.º (33:15.98)                                                                                 |
| Ana Isabel Alonso                 | Maratón                 | 15.º (2h31:38)                                                                                                 |
| Mónica Pont                       | Maratón                 | 2.1º (2h36:57)                                                                                                 |
| Angelines Rodríguez               | Maratón                 | 28.º (2h40:10)                                                                                                 |
| María Luisa Muñoz González        | Maratón                 | 33.º (2h:45.00)                                                                                                |
| Nerea Azkárate                    | 100 metros vallas       | 1.ª ronda: 5.ª en su eliminatoria (13.35)                                                                      |
| Marta Mendía                      | Salto de altura         | Calificación: 19.º (1.89)                                                                                      |
| Niurka Montalvo                   | Salto de longitud       | Medalla de oro: 5.ª en la calificación (6.78) y 1.ª en la final (7.06)                                         |
| María Concepción Paredes          | Triple salto            | Calificación: Sin marca                                                                                        |
| Martina de la Puente              | Lanzamiento de peso     | Calificación: 23.º (16.68)                                                                                     |
| María Dolores Pedrares            | Lanzamiento de martillo | Final directa: 19.º (57.66)                                                                                    |
| Dana Cervantes                    | Salto con pértiga)      | Final directa: 14.ª (4.15)                                                                                     |
| Carme Blay                        | 4 x 100 metros lisos    | 1.ª ronda: 4.ª en su eliminatoria (45.14)                                                                      |
| Arantxa Iglesias                  | 4 x 100 metros lisos    | 1.ª ronda: 4.ª en su eliminatoria (45.14)                                                                      |
| Cristina Sanz                     | 4 x 100 metros lisos    | 1.ª ronda: 4.ª en su eliminatoria (45.14)                                                                      |
| Miriam Bravo                      | 4 x 400 metros lisos    | 1.ª ronda: 6.ª en su eliminatoria (3:36.28)                                                                    |
| Yolanda Reyes                     | 4 x 400 metros lisos    | 1.ª ronda: 6.ª en su eliminatoria (3:36.28)                                                                    |
| Elena Córcoles                    | 4 x 400 metros lisos    | 1.ª ronda: 6.ª en su eliminatoria (3:36.28)                                                                    |
| María Vasco                       | 20 kilómetros marcha    | 10.ª (1h33:35)                                                                                                 |
| Teresa de Jesús Linares           | 20 kilómetros marcha    | 26.ª (1h37:51)                                                                                                 |
| Celia Marcén                      | 20 kilómetros marcha    | Abandonó |